# Fred Tunstall
Fred Tunstall (Darfield, 28 maggio 1897 – 21 gennaio 1971) è stato un calciatore e allenatore di calcio inglese di ruolo centrocampista.

## Carriera

### Club
Ha sempre giocato nel campionato inglese, vincendo anche una FA Cup.

### Nazionale
Con la Nazionale inglese ha debuttato nel 1923, collezionando in totale 7 presenze.

## Palmarès

### Giocatore

#### Competizioni nazionali
- Coppa d'Inghilterra: 1

Sheffield United: 1924-1925
- Community Shield: 2

Professionisti: 1923, 1924